# Fußball-Ozeanienmeisterschaft
Die Fußball-Ozeanienmeisterschaft (englisch OFC Nations Cup, deutsch eigentlich OFC-Nationenpokal), auch kurz nur Ozeanien-Cup genannt, ist ein seit 1973 ausgetragenes kontinentales Turnier für die Fußballnationalmannschaften zur Ermittlung des Ozeanienmeisters im Fußball. Organisiert wird der Wettbewerb von der ozeanischen Fußball-Konföderation OFC.
Das Turnier wurde in wechselnden Zeitabständen ausgetragen. Zwischen 1996 und 2004 fand es alle zwei Jahre statt. Derzeit wird der Wettbewerb alle vier Jahre ausgespielt, wobei er gleichzeitig als Qualifikationsturnier für die Weltmeisterschaft dient. Der Sieger spielt dann in einem Play-off-Spiel gegen eine Mannschaft aus einem anderen Kontinent den WM-Teilnehmer aus. Auch der Austragungsmodus wurde mehrfach geändert und wechselte zwischen dem Turnierformat mit einer bzw. zwei Gruppe(n) in einem Land und dem K.-o.- bzw. Ligasystem mit Hin- und Rückspielen.
Deutliche Qualitätsunterschiede zwischen Australien und Neuseeland auf der einen und den pazifischen Staaten auf der anderen Seite sorgen dafür, dass dem Turnier in den anderen Teilen der Welt wenig Aufmerksamkeit zuteilwird. Die besten australischen Spieler, die zumeist in Europa tätig sind, wurden wegen der geringen Bedeutung zumeist nicht einmal für das Turnier nominiert. 2006 wechselte Australien in den asiatischen Verband (AFC) und nimmt seither nicht mehr an OFC-Wettbewerben teil.
Der Sieger des OFC-Nationen-Pokals war für den jeweils nächsten FIFA-Konföderationen-Pokal qualifiziert.

## Erstteilnahmen
Bei den ersten beiden (1973 und 1980), bei der vierten (1998) sowie bei der neunten (2012) Ozeanienmeisterschaft gab es Erstteilnehmer. Nachfolgend eine Liste mit allen zehn Mannschaften. Zusätzlich ist ein Land in Klammer angeführt, das unter neuem Namen antrat.
- Fett geschriebene Mannschaften wurden bei ihrer ersten Teilnahme Ozeanienmeister.
- Kursiv geschriebene Mannschaften waren bei ihrer ersten Teilnahme Ausrichter.
- Mannschaften in Klammern nahmen unter einem anderen Namen zum ersten Mal teil.

| Jahr | Erstteilnehmer              | Erstteilnehmer              | Erstteilnehmer              | Erstteilnehmer              | Erstteilnehmer              |
| ---- | --------------------------- | --------------------------- | --------------------------- | --------------------------- | --------------------------- |
| 1973 | Fidschi                     | Neue Hebriden               | Neukaledonien               | Neuseeland                  | Tahiti                      |
| 1980 | Australien                  | Papua-Neuguinea             | Salomonen                   |                             |                             |
| 1996 | kein erstmaliger Teilnehmer | kein erstmaliger Teilnehmer | kein erstmaliger Teilnehmer | kein erstmaliger Teilnehmer | kein erstmaliger Teilnehmer |
| 1998 | Cookinseln                  | ( Vanuatu)                  |                             |                             |                             |
| 2000 | kein erstmaliger Teilnehmer | kein erstmaliger Teilnehmer | kein erstmaliger Teilnehmer | kein erstmaliger Teilnehmer | kein erstmaliger Teilnehmer |
| 2002 | kein erstmaliger Teilnehmer | kein erstmaliger Teilnehmer | kein erstmaliger Teilnehmer | kein erstmaliger Teilnehmer | kein erstmaliger Teilnehmer |
| 2004 | kein erstmaliger Teilnehmer | kein erstmaliger Teilnehmer | kein erstmaliger Teilnehmer | kein erstmaliger Teilnehmer | kein erstmaliger Teilnehmer |
| 2008 | kein erstmaliger Teilnehmer | kein erstmaliger Teilnehmer | kein erstmaliger Teilnehmer | kein erstmaliger Teilnehmer | kein erstmaliger Teilnehmer |
| 2012 | Samoa                       |                             |                             |                             |                             |
| 2016 | kein erstmaliger Teilnehmer | kein erstmaliger Teilnehmer | kein erstmaliger Teilnehmer | kein erstmaliger Teilnehmer | kein erstmaliger Teilnehmer |
| 2024 | kein erstmaliger Teilnehmer | kein erstmaliger Teilnehmer | kein erstmaliger Teilnehmer | kein erstmaliger Teilnehmer | kein erstmaliger Teilnehmer |

## Die Turniere im Überblick
| Neuseeland | Salomonen |

| Neukaledonien | Salomonen |

|  |  |

### Rangliste
| Rang                           | Land                    | Titel | ∑ TN | Platzierungen | Platzierungen | Platzierungen | Platzierungen | Platzierungen | Platzierungen | Platzierungen | Platzierungen | Platzierungen | Platzierungen | Platzierungen |
| Rang                           | Land                    | Titel | ∑ TN | 1973          | 1980          | 1996          | 1998          | 2000          | 2002          | 2004          | 2008          | 2012          | 2016          | 2024          |
| ------------------------------ | ----------------------- | ----- | ---- | ------------- | ------------- | ------------- | ------------- | ------------- | ------------- | ------------- | ------------- | ------------- | ------------- | ------------- |
| 1                              | Neuseeland              | 6     | 11   | 1             | VR            | HF            | 1             | 2             | 1             | 3             | 1             | 3             | 1             | 1             |
| 2                              | Australien*             | 4     | 6    |               | 1             | 1             | 2             | 1             | 2             | 1             |               |               |               |               |
| 3                              | / Tahiti                | 1     | 10   | 2             | 2             | 2             | 4             | VR            | 3             | 5             | Q             | 1             | VR            | 3             |
| 4                              | Neue Hebriden / Vanuatu |       | 10   | 4             | VR            | Q             | VR            | 4             | 4             | 6             | 4             | VR            | VR            | 2             |
| 5                              | Fidschi                 |       | 9    | 5             | 4             | Q             | 3             | A             | VR            | 4             | 3             | VR            | VR            | 4             |
| 6                              | Salomonen               |       | 8    |               | VR            | HF            | Q             | 3             | VR            | 2             | Q             | 4             | HF            | VR            |
| 7                              | / Neukaledonien         |       | 7    | 3             | 3             | Q             | Q             | Q             | VR            | Q             | 2             | 2             | HF            | Z             |
| 8                              | Papua-Neuguinea         |       | 5    |               | VR            | Q             | Q             | Q             | VR            | Q             |               | VR            | 2             | VR            |
| 9                              | Samoa                   |       | 3    |               |               | Q             | Q             | Q             | Q             | Q             | Q             | VR            | VR            | VR            |
| 10                             | Cookinseln              |       | 2    |               |               |               | VR            | VR            | Z             | Q             | Q             | Q             | Q             | Q             |
| 11                             | Tonga                   |       | 0    |               |               | Q             | Q             | Q             | Q             | Q             | Q             | Q             | Q             | Q             |
| 12                             | Amerikanisch-Samoa      |       | 0    |               |               | Q             | Q             | Q             | Q             | Q             | Q             | Q             | Q             |               |
| 13                             | Tuvalu**                |       | 0    |               |               |               |               |               |               |               | Q             |               |               |               |
| Jeweilige Rekordmarke / Sieger |                         |       |      |               |               |               |               |               |               |               |               |               |               |               |

* Seit 2005 Mitglied der AFC. ** Assoziiertes Mitglied der OFC, aber kein Mitglied der FIFA.
Erklärung: TN = Endrunden-Teilnahmen, Q = Aus in der Qualifikation, A = Ausgeschlossen, Z = Zurückgezogen, VR = Aus in der Vorrunde, HF = Aus im Halbfinale (kein Spiel um Platz 3)

## Ewige Tabelle der Endrunden
| Rang | Land                    | Spiele | S  | U | N  | Tore   | Differenz | Punkte |
| ---- | ----------------------- | ------ | -- | - | -- | ------ | --------- | ------ |
| 1    | Neuseeland              | 34     | 25 | 2 | 07 | 094:34 | +060      | 77     |
| 2    | Australien              | 28     | 24 | 2 | 02 | 142:13 | +129      | 74     |
| 3    | / Tahiti                | 29     | 13 | 3 | 13 | 056:71 | −015      | 42     |
| 4    | Fidschi                 | 29     | 08 | 4 | 17 | 035:60 | −025      | 28     |
| 5    | / Neukaledonien         | 18     | 07 | 2 | 09 | 035:42 | −07       | 23     |
| 6    | Neue Hebriden / Vanuatu | 32     | 07 | 2 | 23 | 037:75 | −038      | 23     |
| 7    | Salomonen               | 20     | 05 | 2 | 13 | 027:64 | −037      | 17     |
| 8    | Papua-Neuguinea         | 09     | 01 | 2 | 06 | 010:38 | −028      | 05     |
| 9    | Samoa                   | 03     | 0  | 0 | 03 | 01:24  | −023      | 0      |
| 10   | Cookinseln              | 04     | 0  | 0 | 04 | 01:41  | −040      | 0      |

Erklärung: TN = Endrunden-Teilnahmen, Q = Aus in der Qualifikation, A = Ausgeschlossen, Z = Zurückgezogen, VR = Aus in der Vorrunde, HF = Aus im Halbfinale (kein Spiel um Platz 3)

## Varia
| Turnier               | Orte                          | Stadien                       | Meldungen 1 | Teams | Spiele | Tore | /Spiel | Zuschauer | Z/Spiel | Gelbe Karten | /Spiel | Gelb-Rote Karten | /Spiel | Platzverweise/Rote Karten | /Spiel |
| --------------------- | ----------------------------- | ----------------------------- | ----------- | ----- | ------ | ---- | ------ | --------- | ------- | ------------ | ------ | ---------------- | ------ | ------------------------- | ------ |
| 1973                  | 1                             | 1                             | 05          | 5     | 12     | 37   | 3,08   | .00000?   | .0000?  |              |        |                  |        |                           |        |
| 1980                  | 1                             | 1                             | 08          | 8     | 14     | 94   | 6,71   | .00000?   | .0000?  |              |        |                  |        |                           |        |
| 001996                | Keine Endrunde in einem Land. | Keine Endrunde in einem Land. | 11          | 4     | 06     | 18   | 3,00   | 061.279   | 10.213  |              |        |                  |        |                           |        |
| 1998                  | 1                             | 1                             | 12          | 6     | 10     | 52   | 5,20   | 020.200   | 02.020  |              |        |                  |        |                           |        |
| 2000                  | 1                             | 1                             | 12          | 6     | 10     | 48   | 4,80   | 006.000   | .00600  |              |        |                  |        |                           |        |
| 2002                  | 2                             | 2                             | 12          | 8     | 16     | 64   | 4,00   | 016.700   | 01.044  |              |        |                  |        |                           |        |
| 2004                  | 1                             | 2                             | 12          | 6     | 17     | 69   | 4,06   | 071.561   | 04.209  |              |        |                  |        |                           |        |
| 002008                | Keine Endrunde in einem Land. | Keine Endrunde in einem Land. | 11          | 4     | 12     | 39   | 3,25   | 036.490   | 03.041  |              |        |                  |        |                           |        |
| 2012                  | 1                             | 1                             | 11          | 8     | 16     | 64   | 4,00   | 131.700   | 08.231  | 52           | 3,25   | 1                | 0,06   | 2                         | 0,13   |
| 2016                  | 1                             | 1                             | 11          | 8     | 15     | 48   | 3,20   | 041.996   | 02.800  | 56           | 3,73   | 1                | 0,07   | 2                         | 0,13   |
| 2024 /                | 2                             | 2                             | 10          | 7     | 13     | 46   | 3,54   | 041.400   | 03.185  | 38           | 2,92   | 1                | 0,08   | 1                         | 0,08   |
| Jeweilige Rekordmarke |                               |                               |             |       |        |      |        |           |         |              |        |                  |        |                           |        |